# Calvário (Antonello da Messina)
Calvário é uma pintura a óleo sobre madeira executada em 1475 pelo pintor renascentista italiano Antonello da Messina. Também conhecida como a Crucificação de Antuérpia, está agora no Museu Real de Belas Artes de Antuérpia, tornando-se a única obra do artista na Bélgica.

## Contexto
Esta pintura tem um importante valor de referência na obra de Antonello da Messina porque é uma das poucas obras assinadas (apenas doze) e datadas (dez) deste pintor. A pintura pertence ao trabalho tardio do artista siciliano e contém influências dos estilos sul-italiano, flamengo e veneziano.